# Manuel Alves Branco
Manuel Alves Branco, 2.º Visconde de Caravelas, (Maragogipe, 7 de junho de 1797 — Niterói, 13 de julho de 1855), foi um juiz de fora, advogado, economista e político brasileiro.
Foi deputado geral, ministro da Justiça, ministro da Fazenda, senador e primeiro Presidente do Conselho de Ministros (Primeiro-Ministro) do Império do Brasil, de 20 de maio de 1847 à 8 de março de 1848.
Foi por quatro vezes titular da pasta do Ministério da Fazenda, de 16 de maio a 19 de setembro de 37, de 1 de setembro de 1839 a 18 de maio de 1840, de 2 de fevereiro de 1844 a 2 de maio de 1846, e de 22 de maio a 20 de outubro de 1847, reassumindo o cargo de 18 de novembro de 1847 a 8 de março de 1848.

## A Tarifa Alves Branco
Em 12 de agosto de 1844 implantou a política tarifária que é conhecida pelo seu nome (Tarifa Alves Branco), aumentando a tarifa aduaneira média para 30%, variando desde 2% para alimentos e insumos essenciais, até 60% para alguns bens de luxo. Tal medida abrangeu cerca de três mil itens importados, despertando vivos protestos não apenas dos empresários britânicos, afetados com esta medida, mas também dos importadores no Brasil e de representantes das classes mais abastadas, que passaram a pagar mais caro pelos itens importados de que dependiam. O objetivo principal da medida foi o de reduzir o déficit fiscal brasileiro. Por essa razão, foi também muito criticada por deputados e senadores que defendiam uma política mais agressivamente protecionista, geralmente ligados ao partido conservador e ao núcleo duro dos 'saquaremas', principalmente Bernardo Pereira de Vasconcelos. O gabinete conservador de 1843 havia elaborado as diretrizes para a elaboração da reforma alfandegária a ser efetivada no ano seguinte por meio do Decreto nº 294, de teor fortemente protecionista, mas foi impedido de levá-la a termo por ter sido apeado do poder. O ministro Alves Branco, ao realizar a reforma, afastou-se dessas diretrizes, priorizando o aspecto fiscal em detrimento dos objetivos protecionistas.
Este aumento perdurou até meados da década de 1860, quando o governo imperial, pressionado pelos grupos exportadores, promoveu uma redução das tarifas.

## Gabinete de 22 de maio de 1847
Mais informações: Gabinete Alves Branco
Foi Presidente do Conselho de Ministros
- Ministro dos Negócios do Império: Manuel Alves Branco, Francisco de Paula Sousa e Melo, Manuel Alves Branco da Silva Pinto, Nicolau Pereira de Campos Vergueiro, Manuel Alves Branco
- Ministro da Justiça: Nicolau Pereira de Campos Vergueiro, Saturnino de Sousa e Oliveira Coutinho, José Antônio Pimenta Bueno
- Ministro dos Estrangeiros: Saturnino de Sousa e Oliveira Coutinho, José Antônio Pimenta Bueno
- Ministro da Marinha: Cândido Batista de Oliveira
- Ministro da Guerra: Antônio Manuel de Melo
- Ministro da Fazenda: Manuel Alves Branco, Saturnino de Sousa e Oliveira Coutinho

## Homenagens
No bairro Quarenta e Dois, na cidade de Santa Luzia, Minas Gerais, um logradouro tem o nome de Rua Manoel Alves Branco, Código de Endereçamento Postal 33025.265.